# Suzanne Muzard
Pour les articles homonymes, voir Muzard.
Suzanne Muzard, née le 26 septembre 1900 à Aubervilliers (Seine-Saint-Denis) et morte en 1992. Connue pour avoir été la muse d'André Breton entre 1927 et 1932 où elle figure dans la troisième partie du récit Nadja.

## Biographie
Son père Jean Muzard, né en 1871 au Creusot (Saône-et-Loire), est ouvrier miroitier. Sa mère Anne Groslier, née en 1879 à Aubervilliers, est aussi ouvrière. Suzanne perd son père en 1907. Son grand père maternel Léon Groslier, cocher, qui participe activement à son éducation, meurt accidentellement alors qu'elle n'a que dix ans,. Elle est ensuite élevée à Aubervilliers, au 112 avenue de la République, par sa mère, sa grand-mère Madeleine Renner et sa tante Marie Groslier récemment divorcée.
Emancipée à 18 ans, elle se rend à Paris et, pour se rendre utile, elle se place à l'œuvre-refuge de la Ruchette où elle s'occupe d'enfants et se lie d'amitié avec la directrice Louise Gallet. Elle se prostitue occasionnellement dans la maison close de la rue de l'Arcade.
Alors qu'elle y travaille, elle tombe amoureuse d'un jeune aristocrate, Philippe, mais la famille de celui-ci s'oppose à leur relation. Après cette déception, elle s'installe à Neuville-sur-Saône près de Lyon, où une de ses amies, Micheline, s'est récemment mariée. En 1920 elle rencontre Léon Ségal, un russe réfugié. Vers 1924, elle revient à Paris et s'installe de nouveau à la Ruchette.
En 1925, après l'avoir rencontrée dans cette même maison close,, l'écrivain Emmanuel Berl, alors marié depuis 1920 avec Jacqueline Bordes, tombe amoureux de Suzanne. IIs partent trois mois en auto à Biarritz et, au retour, Emmanuel l'installe dans un appartement meublé Boulevard Émile-Augier, puis rue Yvon-Villarceau. Bien que Emmanuel Berl soit très pris par ses activités littéraires, il parvient parfois à s'échapper avec Suzanne à Rayol-Canadel-sur-Mer dans le massif des Maures.
Avec son amie Louise Gallet, Suzanne fréquente des cabarets comme Le Bœuf sur le toit, rue Boissy-d'Anglas où elle rencontre Jean Cocteau, Georges Auric et René Clair, ou bien Le Rat mort, place Pigalle.
Le 15 novembre 1927, au Café Cyrano, 82 boulevard de Clichy, le rendez-vous des surréalistes, Berl présente Suzanne à André Breton. Ce fut le coup de foudre, et deux jours plus tard, Breton et Suzanne décident de quitter Paris et de passer un mois dans le sud de la France d'abord à Avignon où ils déjeunent sous la pluie au restaurant Sous les Aubes, puis à Toulon où ils séjournent à l'Hôtel des Négociants. Au retour, en décembre, elle s'installe dans un hôtel proche du 42 rue Fontaine où habite Breton. Celui-ci ajoute alors un épilogue à son récit Nadja, célébrant sa nouvelle histoire d'amour avec Suzanne Muzard par une litanie de « Toi » qui précède un fait divers dramatique recopié d'un journal et élevé à la valeur symbolique : Suzanne est la femme qui « s'est substituée aux formes qui [lui] étaient les plus familière...» et devant qui doit « prendre fin [une] succession d'énigmes.»
Des années plus tard, Suzanne Muzard réfutera la moindre part qu'elle a pu prendre dans l'écriture de cet épilogue : « Ce texte a été dicté dans l'élan d'une passion irréfléchie, aussi poétique que délirante, et il est plutôt à l'honneur de Breton qu'au mien... »
Mais le soir de Noël 1927, Suzanne est seule dans sa chambre d'hôtel, abandonnée par Breton. Emmanuel Berl ne tarde pas à venir la rechercher et l'emmène passer l'hiver en Tunisie. Au moment du départ à la gare de Lyon, Breton accompagné de quelques amis surréalistes, essaye en vain de retenir Suzanne. Mais elle part avec Berl. Ils séjournent dans le sud tunisien, dans les oasis de Tozeur et Nefta, dans l'île de Djerba et à Gabès. Ils reviennent en avion par Ajaccio en mars 1928 où Breton vient les voir. C'est alors que Berl annonce à Suzanne son divorce prochain arrangé par sa femme Jacqueline.
Breton renonce à dédier Nadja à Suzanne. L'édition originale paraît au printemps 1928 aux éditions de La Nouvelle Revue française (Éditions Gallimard). Pourtant, par la suite, Suzanne retourne auprès de Breton et, du 28 août au 10 septembre, ils séjournent à Moret-sur-Loing (Seine-et-Marne) à l'hôtel Robinson. Mais Suzanne est malade et de retour à Paris elle se réinstalle chez Berl où elle fait une tentative de suicide le 14 octobre.
Enfin le 1er décembre 1928 Suzanne Muzard et Emmanuel Berl se marient à Paris 16ème avec comme témoins André Malraux et sa femme Clara, ce qui provoque le ressentiment de Breton et des relations tendues au sein du groupe des surréalistes. Mais le mariage est chaotique. Suzanne continue à se partager entre Breton et Berl. Elle retrouve Breton au début de l'année 1929, puis l'été à l'île de Sein, et l'hiver suivant où elle s'installe rue Fontaine, au moment où André et Simone Breton préparent leur divorce qui aura lieu le 30 mars 1931.
Le 10 juin 1931, Breton publie, sans nom d'auteur, le poème inspiré par Suzanne, L'Union libre. C'est à cette époque que Suzanne cesse toute relation amoureuse avec Berl aussi bien qu'avec Breton. Dans Les Vases communicants, ce dernier évoque l'année 1931 comme une année sombre et Suzanne de manière anonyme sous la lettre X.
En 1934, Suzanne commence une relation avec le poète et journaliste Frédéric Mégret (1909-1975). L'année suivante, elle part à Tahiti avec Frédéric qui est envoyé en mission comme correspondant pour le journal Marianne dont le directeur n'est autre que Emmanuel Berl. Mais elle semble se lasser rapidement, et le 3 juillet 1936, elle quitte l'île laissant Mégret seul.
Le 27 avril 1937, Suzanne Muzard divorce d'Emmanuel Berl à sa propre requête et à son profit.
En 1937, par l'intermédiaire d'une amie, elle rencontre Jacques Cordonnier (1901-1961), lieutenant de réserve dans l'aviation à la base aérienne de Nancy. Celui-ci est également directeur de la succursale de la société Bronzavia, nouvellement implantée à Courbevoie, Boulevard Saint-Denis, spécialisée dans les équipements pour l'aviation militaire. Marié avec trois enfants, il ne tarde pas à divorcer le 30 juin 1938. Voyant la guerre venir, Suzanne et Jacques Cordonnier partent s'installer à Tahiti où celui-ci est mis à la disposition du commandant supérieur des troupes du groupe du Pacifique. Ils se marient ensuite le 9 juillet 1940. Ce séjour à Tahiti dure une douzaine d'années. En 1946 (ou 1947), elle envoie deux lettres à André Breton qui revient de son voyage aux États-Unis,,, où elle évoque leur passé tumultueux, et parle de son mari, compagnon charmant, calme et pondéré et des enfants de son mari qui lui donnent la permission de danser en rond avec eux.
En 1949 les Cordonnier retournent à Paris pour des raisons de santé.
Ils entretiennent alors des relations amicales avec André Breton, sa nouvelle femme Elisa et sa fille Aube née en 1935. Ils vont lui rendre visite dans sa maison de Saint-Cirq-Lapopie (Lot) en juillet 1951 où Jacques réalise quelques photos. Ils fréquentent le groupe surréaliste au Café de la place Blanche comme en témoignent les photos de Jacques Cordonnier et de Man Ray. Emmanuel Berl se réconcilie également avec Suzanne à qui il écrit plusieurs lettres.
Jacques Cordonnier meurt le 25 mai 1961 à Clichy-la-Garenne (Hauts-de-Seine). Suzanne Muzard habite ensuite à Fay-sous-Bois (Oise) où elle garde en nourrice pendant deux ans la fille d'un couple d'amis. En juillet 1988 elle reçoit la visite de Georges Sebbag à qui elle confie le manuscrit de ses Confidences inachevées.
Suzanne Muzard décède le 15 janvier 1992 à Fitz-James (Oise) à l'âge de 91 ans.

## Contribution aux activités du surréalisme
Il y a peu de traces de la contribution de Suzanne Muzard au surréalisme. Dans les revues où elle participe aux activités du groupe, elle est simplement désignée par ses initiales S.M. sans apparaître dans l'index des noms cités.
En mars 1928, elle participe avec Breton au jeu des définitions surréalistes dans la lignée du cadavre exquis accompagnée de Max Morise, Louis Aragon et Marcel Noll.
En novembre 1928, elle participe à des jeux surréalistes avec enchaînements de deux phrases aléatoires, accompagnée de Breton, Elsie et Benjamin Péret, Jeannette et Yves Tanguy.
Le 26 juillet 1929, sur l'île de Sein, elle participe à la confection d'un jeu de l'oie avec Breton, Tanguy, Georges Sadoul et Pierre Unik.
L'été 1929, elle répond à une enquête sur l'amour organisée par Breton. Exceptionnellement elle apparaît ici sous son nom complet.
Vers 1929 ou 1930, elle rédige trois textes en écriture automatique destinés à La Révolution surréaliste mais non publiés,,. Ces textes sont conservés à la Bibliothèque municipale de Nantes (Ms3479).
En 1931, elle participe à une série de 33 collages surréalistes avec Breton et Paul Eluard.
En 1975, elle écrit deux pages intitulées La passagère insoumise où elle parle avec nostalgie de sa relation avec André Breton et avec le surréalisme. Ce texte est publié par Marcel Jean en 1978.
Vers 1978 elle rédige 28 feuillets autobiographiques qui recouvrent toute sa vie jusqu'en 1928. Le texte est publié en 2004 par Georges Sebbag sous le titre Les confidences inachevées de Suzanne Muzard.
En juillet 1988, elle a un entretien avec Georges Sebbag qui lui rend visite chez elle à Fay-sous-Bois. Cet entretien enregistré est publié en 2004.